# Антясов, Михаил Тихонович
Михаил Тихонович Антясов (1906—1989) — красноармеец Рабоче-крестьянской Красной Армии, участник Великой Отечественной войны, Герой Советского Союза (1945).

## Биография
Михаил Антясов родился 18 июля 1906 года в селе Паёво Ямщинской волости Инсарского уезда Пензенской губернии (ныне — Кадошкинский район Мордовии) в крестьянской семье. По национальности мордвин. Получил начальное образование, после чего проживал и работал в Москве. В январе 1942 года Антясов был призван на службу в Рабоче-крестьянскую Красную Армию.
С октября 1942 года — на фронтах Великой Отечественной войны. Был понтонёром 87-го отдельного моторизированного понтонно-мостового батальона 65-й армии 2-го Белорусского фронта. Отличился во время форсирования Одера советскими войсками.
20 апреля 1945 года шестью километрами южнее Штеттина, несмотря на массированный артиллерийский и пулемётный огонь немецких войск, Антясов со своими сослуживцами собрал паром и стал перевозить солдат, артиллерию, танки, боеприпасы. Когда двое его сослуживцев, помогавших ему в управлении паромом, выбыли из строя, Антясов остался работать один. Когда паром был повреждён взрывом, Антясов сумел быстро исправить его, обеспечив тем самым бесперебойную переправу советских войск через Одер.
Когда 22 апреля 1945 года был получен приказ о срочном восстановлении разрушенного немецкими войсками моста через Одер, Антясов, несмотря на массированный огонь артиллерии, принимал активное участие в исполнении этого приказа. Несмотря на ранение, не покинул своего поста и продолжил работу, отправившись в санчасть только по приказу командира роты.
Указом Президиума Верховного Совета СССР от 29 июня 1945 года красноармеец Михаил Антясов был удостоен высокого звания Героя Советского Союза с вручением ордена Ленина и медали «Золотая Звезда» за номером 5887.
После окончания войны был демобилизован, работал плотником, проживал в селе Мордовское Коломасово Ковылкинского района Мордовской АССР. Умер 30 ноября 1989 года.
Был также награждён орденом Отечественной войны 1-й степени, рядом медалей.